# Stockton-on-the-Forest
Stockton-on-the-Forest är en civil parish i Storbritannien.   Den ligger i kommunen City of York och riksdelen England, i den centrala delen av landet, 280 km norr om huvudstaden London.